# Five Deadly Venoms
Five Deadly Venoms (kinesiska: 五毒; pinyin: Wŭ Dú), ibland endast Five Venoms, är en actionfilm från 1978 gjord i Hongkong. Filmen regisserades av Chang Cheh och producerades av Runme Shaw.
Five Deadly Venoms har uppnått kultstatus, bland annat inkluderades den på Entertainment Weeklys lista över de 50 bästa kultfilmerna. Dialog från filmen har samplats i en stor mängd låtar, särskilt inom hip-hop där den fått en särskild status genom sitt inflytande på Wu-Tang Clan. Filmen ledde till en lång rad indirekta uppföljare med samma trupp skådespelare och har även tjänat som inspiration för the Deadly Viper Assassination Squad i Kill Bill.

## Handling
Giftklanens döende kung-fu mästare ger sin sjätte och sista elev, Yang Tieh, i uppdrag att hitta de fem tidigare eleverna, Tusenfotingen, Ormen, Skorpionen, Ödlan och Paddan. De är alla oöverträffade inom en kung fu-teknik vars namn de tagit. Mästaren är orolig för att de använder de färdigheter han lärt dem till onda syften och ber Yang att döda dem om så är fallet. Han vill också att Yang ska söka upp en annan lärare som vaktar en stor summa av klanens pengar och förhindra att någon av de gamla eleverna lägger beslag på denna.

## Medverkande
| Chiang Sheng  | – Yang Tieh                            |
| Sun Chien     | – Skorpionen/konstapel Ma              |
| Philip Kwok   | – Meng Tien-hsia, Ödlan (som Kuo Chui) |
| Lo Meng       | – Liang Shen, Paddan                   |
| Pai Wei       | – Chi Tung, Ormen                      |
| Lu Feng       | – Chang Hsiao-tien, Tusenfotingen      |
| Wang Lung-wei | – domare Wang                          |
| Ku Feng       | – bokhållare Yuan                      |